# Gerhard von Hessert
Baron Gerhard Rudolf Viktor von Hessert (* 18. August 1906 in Freiburg im Breisgau; † 22. September 1994) war ein Bobfahrer bei den Olympischen Winterspielen 1932.

## Leben
Von Hessert wurde 1906 in badischen Freiburg im Breisgau geboren, obwohl seine Familie ihre Hauptverbreitung im Großherzogtum Hessen hatte. Seine Eltern waren Friedrich Karl von Hessert und Viktoria von Herff. Gerhard von Hessert war ihr viertes und jüngstes Kind.

### Jugend
Seine Jugend war geprägt von zahlreichen Umzügen und Ortswechseln, da sein Vater im Bergbau tätig war. Er besuchte die Technische Universität Darmstadt und wanderte 1929 nach New York City aus. Er reiste an Bord der Franconia.

### Olympia
Gerhard von Hessert verstärkte 1932 als Bobfahrer das deutsche Olympiaaufgebot und wurde in Lake Placid im Viererbob-Wettbewerb zusammen mit dem „Notpiloten“ Walther von Mumm, Hasso von Bismarck und Georg Gyssling Siebter und Letzter, nach dem zweiten Lauf lag die Mannschaft sogar noch auf Platz sechs. Die Bob-Besatzung war in letzter Minute eingesprungen, nachdem nach schweren Stürzen von Werner Zahn und Fritz Grau zahlreiche Sportler aus den ursprünglichen Besatzungen im Krankenhaus lagen.

## Familie
Am 8. Juni 1939 heiratete er die US-Amerikanerin Cornelia Fitch Baekeland, eine Enkelin von Leo Hendrik Baekeland, dem Erfinder des Bakelit sowie eine direkte Nachfahrin von Thomas Nelson junior, einem der Gründerväter der Vereinigten Staaten. Sie war angehende Schauspielerin und hatte unter anderem eine kleine Rolle als Statistin in dem Klassiker Es tanzt die Göttin (Originaltitel: Cover Girl) von 1944 mit Rita Hayworth und Gene Kelly. Sie hatten einen gemeinsamen Sohn, Christian Hendrick von Hessert (1941–2001).

### Verwandtschaft
Hesserts Onkel väterlicherseits war Erster Staatsanwalt in Darmstadt und sein Großvater mütterlicherseits war Mitglied des Geheimen Rats. Sein Urgroßvater väterlicherseits war Dr. Franz Ferdinand von Hessert, der Leibarzt von Ludwig I. und ein Pionier auf dem Feld der Impfung. Er führte in den frühen 1800ern die ersten Versuche zur Inokulation von Kuhpocken in Hessen durch, nach den Fortschritten, die Edward Jenner in England gemacht hatte.